# Хобіца (Хунедоара)
Хобіца (рум. Hobița) — село у повіті Хунедоара в Румунії. Входить до складу комуни Пуй.
Село розташоване на відстані 263 км на північний захід від Бухареста, 46 км на південь від Деви, 147 км на схід від Тімішоари, 139 км на північний захід від Крайови.

## Населення
За даними перепису населення 2002 року у селі проживали 205 осіб. Рідною мовою 202 особи (98,5%) назвали румунську.
Національний склад населення села:
| Національність | Кількість осіб | Відсоток |
| -------------- | -------------- | -------- |
| румуни         | 173            | 84,4%    |
| цигани         | 26             | 12,7%    |
| угорці         | 6              | 2,9%     |